# NGC 319
 NGC 319 là một thiên hà xoắn ốc trong chòm sao Phượng Hoàng. Nó được phát hiện lần đầu tiên vào ngày 5 tháng 9 năm 1834 bởi John Herschel.